# Caridina nilotica
Caridina nilotica is een garnalensoort uit de familie van de Atyidae. De wetenschappelijke naam van de soort is voor het eerst geldig gepubliceerd in 1833 door Roux.